# Uros Chulluni
Uros Chulluni es una comunidad campesina ubicada en el distrito de Puno en la provincia de Puno de la región homónima en Perú. La comunidad campesina de Uros Chulluni ha sido identificada como el lugar en tierra firme, donde habita la mayor parte de la población que se reconoce como parte del pueblo uro.
Está reconocida como una comunidad campesina según la Resolución R.J. 261-75-AE-ORAMS-VIII del 23 de octubre de 1975, con una partida electrónica N° 5010449 y cuenta con una extensión titulada de 78,25 ha dentro de la base de datos del Estado Peruano. Es una de las 208 comunidades campesinas en la provincia de Puno y una de las 1275 comunidades campesinas en la región Puno reconocidas por el gobierno del Perú al 2016.

## Ubicación
La comunidad campesina de Uros Chulluni se encuentran ubicados en la bahía de Puno, a 6 km del puerto de la ciudad de Puno. Las islas flotantes donde viven parte del poblado de los uros se encuentran al oeste del lago Titicaca, y al noreste de Puno a una altitud de 3809 m s n m.

## Demografía

### Sectores
La comunidad de Uros Chulluni cuenta con dos sectores:
- Sector Chulluni (Tierra firme) es de setenta y ocho hectáreas con dos mil quinientos metros cuadrados de superficie.
- Sector Los Uros (Lago Titicaca) es de once mil trescientos ochenta y tres hectáreas, con cinco mil metros cuadrados de superficie.[5]

## Historia
Antes del gobierno militar de Juan Velasco Alvarado, los uros carecían de cualquier documento oficial que estableciera sus fronteras, lo que significaba que no tenían fundamentos legales para defenderse contra invasores como los ganaderos que vivían en las cercanías del lago. No obstante, durante el período político excepcional del gobierno militar, los Uros lograron obtener un informe oficial que delimitaba su territorio.

### La época del gobierno militar (1968-80)
Durante el gobierno militar de Velasco, se realizó una reforma agraria para favorecer a los campesinos y cambiar la propiedad de la tierra. Al mismo tiempo, se nacionalizaron recursos naturales como el agua, los recursos forestales y la fauna, lo que generó conflictos en torno a los totorales del lago Titicaca. La Ley general de aguas y la Ley forestal y de fauna silvestre declararon que estos recursos eran propiedad del Estado, incluyendo los totorales expuestos durante las sequías. Aunque los totorales quedaron bajo el control estatal, los indígenas circunlacustres no fueron informados sobre la invalidez de sus documentos notariales relacionados con la propiedad de estas tierras.

### El proceso del reconocimiento oficial de la “Comunidad campesina de los Uros Chulluni”
Los uros no tuvieron una invalidación territorial como los indígenas circunlacustres, ya que no poseían documentos territoriales. El gobierno militar reconoció su dominio sobre los recursos naturales del lago Titicaca, basándose en el principio de que la tierra pertenece a quienes la trabajan. Al ser los únicos habitantes de los totorales, se oficializó la Comunidad campesina de los Uros Chulluni (CUC) el 23 de octubre de 1975, durante el gobierno militar.

## Reconocimimientos
En febrero de 2018, el gobierno peruano oficialmente reconoció a los uros, quienes residen en las islas flotantes del Lago Titicaca, junto con la comunidad de Uros Chulluni, como un pueblo ancestral, indígena y originario del Perú, según lo establecido en la Ley Nº 30729. Esta ley también declaró como objetivo de interés nacional protegerlos para revitalizar su cultura y lengua.